# Biturigek
Biturigek, jelentékeny kelta nép Aquitániában a Liger partján. Két név alatt is ismeretesek: Bituriges Cubi, ügyes bányászok, akiknek a fővárosa Avaricum (ma Bourges) volt, valamint Bituriges Vibisci, a Garumna mentén, akiknek fővárosa Burdigala (ma Bordeaux) volt. Caius Iulius Caesar tesz említést róluk „De bello Gallico" című munkájában.